# Kunstrijden op de Olympische Winterspelen 1992
Het kunstrijden is een van de sporten die beoefend werden tijdens de Olympische Winterspelen 1992 in Albertville. Het was de achttiende keer dat het kunstrijden op het olympische programma stond. In 1908 en 1920 stond het op het programma van de Olympische Zomerspelen. De wedstrijden vonden plaats van 9 tot en met 21 februari in de Halle Olympique.
In totaal namen 133 deelnemers (67 mannen en 66 vrouwen) uit 29 landen deel aan de vier disciplines.
Zeven personen namen voor de derde keer deel aan de olympische spelen, bij de mannen waren dit Grzegorz Filipowski en Cameron Medhurst, bij de paren Lloyd Eisler en bij het ijsdansen de paren Marina Klimova / Sergei Ponomarenko en Klára Engi / Attila Tóth. Negen mannen, drie vrouwen, twee paren en één ijsdanspaar en Eislers partner Isabelle Brasseur namen voor de tweede keer deel. Bij de paren nam René Novotný met een andere schaatspartner deel.
Drie Olympische kampioenen veroverden hun tweede medaille, bij de mannen werd Viktor Petrenko in 1988 derde en het ijsdanspaar Klimova/Ponomarenko werden in 1988 tweede.

## Uitslagen
| Eindrangschikking |
| --- |
| Elk van de negen juryleden rangschikte de solisten/de paren per fase van hun te schaatsen programma van plaats 1 tot en met de laatste plaats. Deze rangschikking geschiedde op basis van het toegekende puntentotaal door het jurylid gegeven. De uiteindelijke rangschikking per fase geschiedde bij een meerderheidsplaatsing. Wanneer een deelnemer/paar als enige bij meerderheid als eerste was gerangschikt, kreeg deze de eerste plaats toebedeeld. Vervolgens werd voor elke volgende positie deze procedure herhaald, waarbij het aantal plaatsingen voor die positie werd bepaald door het aantal keren dat diezelfde positie of hogere positie werd behaald (dus, voor plaats 2 telden alle top 2 plaatsen, voor plaats 3 alle top 3 plaatsen, enz.). Wanneer geen meerderheidsplaatsing kon worden bepaald dan werd de procedure voor de volgende positie ingezet. Wanneer meerdere deelnemers een gelijk aantal meerderheidsplaatsingen hadden dan waren de beslissende factoren: 1) de laagste som van de meerderheidsplaatsingen, 2) laagste som van plaatsingcijfers van alle juryleden. Na elke fase werd het plaatsingcijfer per fase vermenigvuldigd met een factor: bij de solisten en paren: x0.5 (33,3%) voor de korte kür en x1.0 (66,7%) voor de vrije kür. bij het ijsdansen: x0.2 (10%) voor de verplichte figuren #1, x0.2 (10%) voor de verplichte figuren #2, x0.6 (30%) voor de originele kür en x1.0 (50%) voor de vrije kür. De som van de factorplaatsingcijfers per fase bepaalde de eindrangschikking. Wanneer meerdere solisten/paren dezelfde factorplaatsingcijfer behaalden, was het laagste plaatsingcijfer van de vrije kür beslissend. |

### Mannen
Van 13-15 februari (korte kür en vrije kür) streden 30 mannen uit 22 landen om de medailles.
pc = som plaatsingcijfers per fase, pc/kk = plaatsingcijfer/korte kür (x0.5; 33,3%), pc/vk = plaatsingcijfer/vrije kür (x1.0; 66,7%),
| rang   | sporter(s)               | land | pc   | pc/kk | pc/vk  |
| ------ | ------------------------ | ---- | ---- | ----- | ------ |
| Goud   | Viktor Petrenko          | EUN  | 1.5  | 0.5   | 1.0    |
| Zilver | Paul Wylie               | USA  | 3.5  | 1.5   | 2.0    |
| Brons  | Petr Barna               | TCH  | 4.0  | 1.0   | 3.0    |
| 4      | Christopher Bowman       | USA  | 7.5  | 3.5   | 4.0    |
| 5      | Aleksej Oermanov         | EUN  | 7.5  | 2.5   | 5.0    |
| 6      | Kurt Browning            | CAN  | 8.0  | 2.0   | 6.0    |
| 7      | Elvis Stojko             | CAN  | 10.0 | 3.0   | 7.0    |
| 8      | Vjatsjeslav Zahorodnjoek | EUN  | 13.0 | 5.0   | 8.0    |
| 9      | Michael Slipchuk         | CAN  | 13.0 | 4.0   | 9.0    |
| 10     | Todd Eldredge            | USA  | 15.5 | 4.5   | 11.0   |
| 11     | Grzegorz Filipowski      | POL  | 16.5 | 6.5   | 10.0   |
| 12     | Steven Cousins           | GBR  | 18.0 | 6.0   | 12.0   |
| 13     | Masakazu Kagiyama        | JPN  | 20.5 | 5.5   | 15.0   |
| 14     | Nicolas Petorin          | FRA  | 21.0 | 7.0   | 14.0   |
| 15     | Éric Millot              | FRA  | 21.5 | 8.5   | 13.0   |
| 16     | Cameron Medhurst         | AUS  | 24.0 | 8.0   | 16.0   |
| 17     | David Liu                | TPE  | 26.5 | 7.5   | 19.0   |
| 18     | Ralph Burghart           | AUT  | 28.0 | 10.0  | 18.0   |
| 19     | Oula Jääskeläinen        | FIN  | 28.5 | 11.5  | 17.0   |
| 20     | Konstantīns Kostins      | LAT  | 31.0 | 9.0   | 22.0   |
| 21     | Jung Sung-il             | KOR  | 31.5 | 10.5  | 21.0   |
| 22     | Henrik Valentin          | DEN  | 32.0 | 12.0  | 20.0   |
| 23     | Mitsuhiro Murata         | JPN  | 34.0 | 11.0  | 23.0   |
|        |                          |      |      |       |        |
| 24     | Gilberto Viadana         | ITA  | 9.5  | 9.5   | t.z.t. |
| 25     | Zhang Zhubin             | CHN  | 12.5 | 12.5  |        |
| 26     | Luka Klasinc             | SLO  | 13.0 | 13.0  |        |
| 27     | Marius Negrea            | ROU  | 13.5 | 13.5  |        |
| 28     | Li Su-min                | PRK  | 14.0 | 14.0  |        |
| 29     | Tomislav Čižmešija       | CRO  | 14.5 | 14.5  |        |
| 30     | Riccardo Olavarrieta     | MEX  | 15.0 | 15.0  |        |

### Vrouwen
Van 19-21 februari (korte kür en vrije kür) streden 29 vrouwen uit 21 landen om de medailles.
pc = som plaatsingcijfers per fase, pc/kk = plaatsingcijfer/korte kür (x0.5; 33,3%), pc/vk = plaatsingcijfer/vrije kür (x1.0; 66,7%),
| rang   | sporter(s)          | land | pc   | pc/kk | pc/vk  |
| ------ | ------------------- | ---- | ---- | ----- | ------ |
| Goud   | Kristi Yamaguchi    | USA  | 1.5  | 0.5   | 1.5    |
| Zilver | Midori Ito          | JPN  | 4.0  | 2.0   | 2.0    |
| Brons  | Nancy Kerrigan      | USA  | 4.0  | 1.0   | 3.0    |
| 4      | Tonya Harding       | USA  | 7.0  | 3.0   | 4.0    |
| 5      | Surya Bonaly        | FRA  | 7.5  | 1.5   | 6.0    |
| 6      | Lu Chen             | CHN  | 10.5 | 5.5   | 5.0    |
| 7      | Yuka Sato           | JPN  | 10.5 | 3.5   | 7.0    |
| 8      | Karen Preston       | CAN  | 14.0 | 6.0   | 8.0    |
| 9      | Josée Chouinard     | CAN  | 16.0 | 5.0   | 11.0   |
| 10     | Marina Kielmann     | GER  | 16.5 | 7.5   | 9.0    |
| 11     | Lenka Kulovaná      | TCH  | 16.5 | 4.5   | 12.0   |
| 12     | Laetitia Hubert     | FRA  | 17.5 | 2.5   | 15.0   |
| 13     | Patricia Neske      | GER  | 18.0 | 8.0   | 10.0   |
| 14     | Joelija Vorobjova   | EUN  | 20.0 | 7.0   | 13.0   |
| 15     | Anisette Torp-Lind  | DEN  | 20.0 | 4.0   | 16.0   |
| 16     | Tatjana Ratsjkova   | EUN  | 20.5 | 6.5   | 14.0   |
| 17     | Viktorija Dimitrova | BUL  | 26.0 | 9.0   | 17.0   |
| 18     | Joanne Conway       | GBR  | 26.5 | 8.5   | 18.0   |
| 19     | Zuzanna Szwed       | POL  | 30.5 | 11.5  | 19.0   |
| 20     | Alma Lepina         | LAT  | 31.0 | 11.0  | 20.0   |
| 21     | Olga Vassiljeva     | EST  | 31.5 | 10.5  | 21.0   |
| 22     | Suzanne Otterson    | GBR  | 32.0 | 10.0  | 22.0   |
| 23     | Krisztina Czakó     | HUN  | 32.5 | 9.5   | 23.0   |
|        |                     |      |      |       |        |
| 24     | Hélène Persson      | SWE  | 12.0 | 12.0  | t.z.t. |
| 25     | Željka Čižmešija    | CRO  | 12.5 | 12.5  |        |
| 26     | Mojca Kopač         | SLO  | 13.0 | 13.0  |        |
| 27     | Li Gyong-ok         | PRK  | 13.5 | 13.5  |        |
| 28     | Lee Eun-hee         | KOR  | 14.0 | 14.0  |        |
| 29     | Mayda Navarro       | MEX  | 14.5 | 14.5  |        |

### Paren
Van 10-12 februari (korte kür en vrije kür) streden 18 paren uit elf landen om de medailles.
pc = som plaatsingcijfers per fase, pc/kk = plaatsingcijfer/korte kür (x0.5; 33,3%), pc/vk = plaatsingcijfer/vrije kür (x1.0; 66,7%),
| rang   | sporter(s)                               | land | pc   | pc/kk | pc/vk |
| ------ | ---------------------------------------- | ---- | ---- | ----- | ----- |
| Goud   | Natalja Misjkoetjonok / Artoer Dmitrijev | EUN  | 1.5  | 0.5   | 1.0   |
| Zilver | Jelena Betsjke / Denis Petrov            | EUN  | 3.0  | 1.0   | 2.0   |
| Brons  | Isabelle Brasseur / Lloyd Eisler         | CAN  | 4.5  | 1.5   | 3.0   |
| 4      | Radka Kovaříková / René Novotný          | TCH  | 6.0  | 2.0   | 4.0   |
| 5      | Jevgenija Sjisjkova / Vadim Naumov       | EUN  | 7.5  | 2.5   | 5.0   |
| 6      | Natasha Kuchiki / Todd Sand              | USA  | 9.0  | 3.0   | 6.0   |
| 7      | Peggy Schwarz / Alexander König          | GER  | 11.0 | 4.0   | 7.0   |
| 8      | Mandy Wötzel / Axel Rauschenbach         | GER  | 13.0 | 5.0   | 8.0   |
| 9      | Christine Hough / Doug Ladret            | CAN  | 14.5 | 4.5   | 10.0  |
| 10     | Calla Urbanski / Rocky Marval            | USA  | 14.5 | 3.5   | 11.0  |
| 11     | Jenni Meno / Scott Wendland              | USA  | 15.0 | 6.0   | 9.0   |
| 12     | Sherry Ball / Kris Wirtz                 | CAN  | 17.5 | 5.5   | 12.0  |
| 13     | Danielle Carr / Stephen Carr             | AUS  | 19.5 | 6.5   | 13.0  |
| 14     | Rena Inoue / Tomoaki Koyama              | JPN  | 21.0 | 7.0   | 14.0  |
| 15     | Anna Tabacchi / Massimo Salvade          | ITA  | 22.5 | 7.5   | 15.0  |
| 16     | Lyne Haddad / Sylvain Prive              | FRA  | 24.0 | 8.0   | 16.0  |
| 17     | Kathryn Pritchard / Jason Briggs         | GBR  | 25.5 | 8.5   | 17.0  |
| 18     | Ko Ok-ran / Kim Gwang-ho                 | PRK  | 27.0 | 9.0   | 18.0  |

### IJsdansen
Van 14-17 februari (verplichte figuren, originele kür en vrije kür) streden 19 ijsdansparen uit twaalf landen om de medailles.
pc = som plaatsingcijfers per fase, pc/vf1 = plaatsingcijfer/verplichte figuren #1 (x0.2; 10%), pc/vf2 = plaatsingcijfer/verplichte figuren #2 (x0.2; 10%), pc/ok = plaatsingcijfer/originele kür (x0.6; 30%), pc/vk = plaatsingcijfer/vrije kür (x1.0; 50%),
| rang   | sporter(s)                              | land | pc   | pc/vf1 | pc/vf2 | pc/ok | pc/vk |
| ------ | --------------------------------------- | ---- | ---- | ------ | ------ | ----- | ----- |
| Goud   | Marina Klimova / Sergej Ponomarenko     | EUN  | 2.0  | 0.2    | 0.2    | 0.6   | 1.0   |
| Zilver | Isabelle Duchesnay / Paul Duchesnay     | FRA  | 4.4  | 0.6    | 0.6    | 1.2   | 2.0   |
| Brons  | Maja Oesova / Aleksandr Zjoelin         | EUN  | 5.6  | 0.4    | 0.4    | 1.8   | 3.0   |
| 4      | Oksana Grisjtsjoek / Jevgeni Platov     | EUN  | 8.0  | 0.8    | 0.8    | 2.4   | 4.0   |
| 5      | Stefania Calegari / Pasquale Camerlengo | ITA  | 10.0 | 1.0    | 1.0    | 3.0   | 5.0   |
| 6      | Susanna Rahkamo / Petri Kokko           | FIN  | 12.4 | 1.4    | 1.4    | 3.6   | 6.0   |
| 7      | Klára Engi / Attila Tóth                | HUN  | 13.6 | 1.2    | 1.2    | 4.2   | 7.0   |
| 8      | Dominique Yvon / Frédéric Palluél       | FRA  | 16.6 | 1.6    | 1.6    | 5.4   | 8.0   |
| 9      | Sophie Moniotte / Pascal Lavanchy       | FRA  | 17.4 | 1.8    | 1.8    | 4.8   | 9.0   |
| 10     | Kateřina Mrázová / Martin Šimeček       | TCH  | 20.6 | 2.4    | 2.2    | 6.0   | 10.0  |
| 11     | April Sargent-Thomas / Russ Witherby    | USA  | 21.6 | 2.0    | 2.0    | 6.6   | 11.0  |
| 12     | Jacqueline Petr / Mark Janoschak        | CAN  | 24.8 | 2.2    | 2.4    | 7.2   | 13.0  |
| 13     | Anna Croci / Luca Mantovani             | ITA  | 25.0 | 2.6    | 2.6    | 7.8   | 12.0  |
| 14     | Regina Woodward / Csaba Szentpétery     | HUN  | 29.0 | 3.0    | 3.0    | 9.0   | 14.0  |
| 15     | Rachel Mayer / Peter Breen              | USA  | 29.0 | 2.8    | 2.8    | 8.4   | 15.0  |
| 16     | Margarita Drobiazko / Povilas Vanagas   | LTU  | 33.0 | 3.4    | 3.4    | 10.2  | 16.0  |
| 17     | Melanie Bruce / Andrew Place            | GBR  | 33.0 | 3.2    | 3.2    | 9.6   | 17.0  |
| 18     | Han Bing / Jiang Hui                    | CHN  | 36.0 | 3.6    | 3.6    | 10.8  | 18.0  |
| 19     | Ryu Gwang-ho / Pak Un-sil               | PRK  | 38.0 | 3.8    | 3.8    | 11.4  | 19    |

## Medaillespiegel
| rang | land              | Goud | Zilver | Brons | totaal |
| ---- | ----------------- | ---- | ------ | ----- | ------ |
| 1    | Gezamenlijk team  | 3    | 1      | 1     | 5      |
| 2    | Verenigde Staten  | 1    | 1      | 1     | 3      |
| 3    | Frankrijk         | 0    | 1      | 0     | 1      |
| 3    | Japan             | 0    | 1      | 0     | 1      |
| 5    | Canada            | 0    | 0      | 1     | 1      |
| 5    | Tsjecho-Slowakije | 0    | 0      | 1     | 1      |
|      |                   | 4    | 4      | 4     | 12     |

Londen 1908 · 
Antwerpen 1920 · 
Chamonix 1924 · 
St. Moritz 1928 · 
Lake Placid 1932 · 
Garmisch-Partenkirchen 1936 · 
St. Moritz 1948 · 
Oslo 1952 · 
Cortina d'Ampezzo 1956 · 
Squaw Valley 1960 · 
Innsbruck 1964 · 
Grenoble 1968 · 
Sapporo 1972 · 
Innsbruck 1976 · 
Lake Placid 1980 · 
Sarajevo 1984 · 
Calgary 1988 · 
Albertville 1992 · 
Lillehammer 1994 · 
Nagano 1998 · 
Salt Lake City 2002 · 
Turijn 2006 · 
Vancouver 2010 · 
Sotsji 2014 · 
Pyeongchang 2018 · 
Peking 2022
Olympische medaillewinnaars
Alpineskiën · Biatlon · Bobsleeën · Curling (demonstratie) · Freestyleskiën · Kunstrijden · Langlaufen · Noordse combinatie · Rodelen · Schaatsen · Schansspringen · Shorttrack · Speedskiën (demonstratie) · IJshockey